# Francesc Duch Casanova
Francesc Duch Casanova (Girona, 1987) és un escriptor i novel·lista català. Especialitzat en el relat literari, ha guanyat diferents premis literaris d'arreu dels Països Catalans, així com el Premi Ciutat de Badalona de Narrativa o el Premi Recvll de Narrativa Joaquim Ruyra.

## Premis literaris
- XIII Premi 7 Lletres per Les altres mares.[1]
- 30è. Premi Ciutat de Badalona de Narrativa - 34è. Premi Països Catalans Solstici d'Estiu per El vol de l'Alícia i altres contes.[2]
- XXXIX Premi de Narrativa de la Ribera d’Ebre per Joana.[3]
- Premi Correlletres de 2020 per Al fons d'una androna.[4]
- XVIII Premi 7 Lletres per El futur que volíem.[5]
- Premi Recvll de Narració Joaquim Ruyra per Vòrtex.[6]

## Obra
- Altres mares (Pagès Editors, 2019)[7]
- El vol de l'Alícia i altres contes (Viena edicions, 2021)[8]
- Joana (Cossetània edicions, 2022)[9]
- El futur que volíem (Pagès Editors, 2024)[10]